# Atylus urocarinatus
Atylus urocarinatus är en kräftdjursart som beskrevs av Harold Hall McKinney 1980. Atylus urocarinatus ingår i släktet Atylus och familjen Dexaminidae. Inga underarter finns listade i Catalogue of Life.